# Gesine Schröder (Übersetzerin)
Gesine Schröder (* 1976) ist eine deutsche Übersetzerin.
Sie studierte in Kiel und in Berlin. Zeitweise lebte sie in den USA, Australien, Indien und England. Seit 2007 übersetzt sie Belletristik, Sachbücher, Jugendliteratur und Kinderbücher aus dem Englischen ins Deutsche. Gesine Schröder wurde wiederholt mit Stipendien vom Deutschen Übersetzerfonds gefördert, unter anderem mit dem Programm „Johann-Joachim-Christoph-Bode-Stipendium“, bei dem junge Literaturübersetzer und erfahrene Mentoren zusammenwirken.
Schröder ist Mitglied im Verband deutschsprachiger Übersetzer literarischer und wissenschaftlicher Werke, VdÜ, für den sie seit 2013 in der Redaktion der Fachzeitschrift Übersetzen ehrenamtlich arbeitet. Sie lebt in Berlin.

## Übersetzungen (Auswahl)
- Vicki Baum: In der Ferne das Glück. Geschichten für Hollywood. Hrsg. Wolfgang Jacobsen, Heike Klapdor. Aufbau, 2013
- Jennifer duBois: Das Leben ist groß. Roman. Aufbau Verlag, Berlin 2013
- William Hastings Burke: Hermanns Bruder. Wer war Albert Göring? Aufbau, 2012
- Catalina Echeverri: Ein Dinosaurier in meiner Badewanne. Magellan Verlag, Bamberg 2014
- Catalina Echeverri: Mikas Hund macht muh! Magellan, 2016
- Kim Edwards: See der Träume. Roman. Rütten & Loening, Berlin 2011
- (mit Milan Clauss) Kim Edwards: Der Hibiskushimmel. Erzählungen. KiWi, Köln 2009
- Louise Erdrich: Das Haus des Windes. Aufbau, 2014
- Julian Gough: Tierfabeln. Magellan, 2017
- Nina de Gramont: Der Sommer der Schildkröten. Roman. Aufbau, 2011
- (mit Yasemin Dincer und Carina Tessari) Daphne Kalotay: Die Tänzerin im Schnee. Roman. Aufbau, 2012
- Mackenzi Lee: Cavaliersreise. Königkinder, Hamburg 2017
- Edan Lepucki: California. Roman. Blumenbar 2015
- Anneliese Mackintosh: So bin ich nicht. Aufbau, 2016
- Brian Morton: Das Leben der Florence Gordon. Roman. Insel-Verlag, 2016
- (mit Max Stadler) Melisse J. Rose: Die Insel der geheimen Düfte. Roman. Rütten & Loening, 2013
- Melisse J. Rose: Das Haus der verlorenen Düfte. Roman. Rütten & Loening, 2012
- (mit Andy Hahnemann) Douglas Rushkoff:  Present Shock. Wenn alles jetzt passiert. orange-press, 2014
- (mit Yasemin Dincer) Adrian Shaughnessy: Der Weg zum Grafikdesigner. München 2011
- (mit Carina Tessari) Curtis Sittenfeld: Die Frau des Präsidenten. Roman. Aufbau, 2009
- Emma Jane Unsworth: Biester. Metrolit, 2014
- (mit Nadine Püschel) Adrian J. Walker: Am Ende aller Zeiten. Fischer Tor, Frankfurt 2017